# Leptodiscella africana
Leptodiscella africana är en svampart som först beskrevs av Papendorf, och fick sitt nu gällande namn av Papendorf 1969. Leptodiscella africana ingår i släktet Leptodiscella, divisionen sporsäcksvampar och riket svampar.   Inga underarter finns listade i Catalogue of Life.